# Altdorf (Thayngen)
Altdorf (toponimo tedesco; fino al 1955 Altorf) è una frazione di 188 abitanti del comune svizzero di Thayngen, nel Canton Sciaffusa.

## Storia

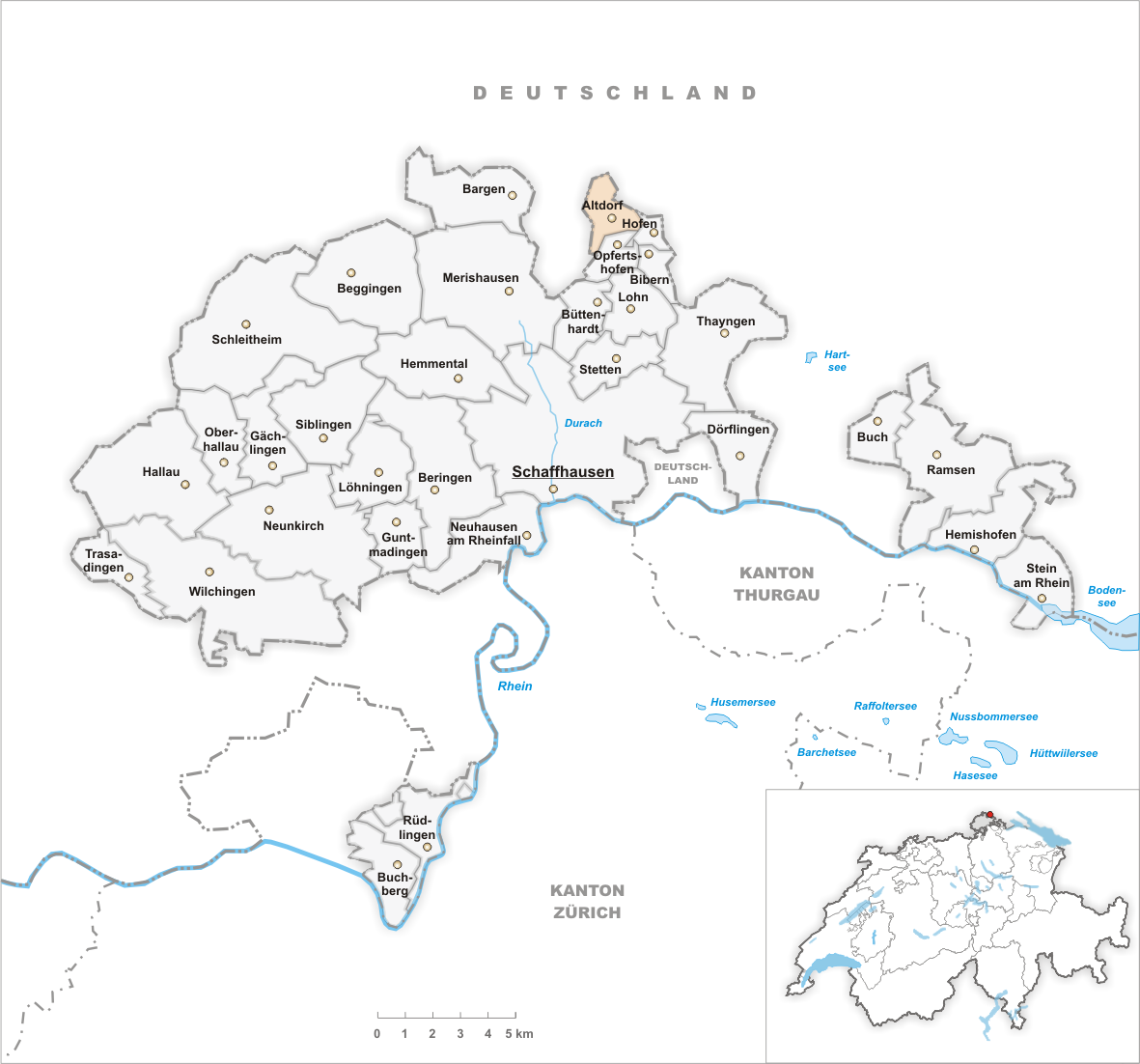
Il territorio del comune di Altdorf prima degli accorpamenti comunali del 2009

Fino al 31 dicembre 2008 è stato un comune autonomo che si estendeva per 3,04 km²; il 1º gennaio 2009 è stato accorpato al comune di Thayngen assieme agli altri comuni soppressi di Bibern, Hofen e Opfertshofen.